# 努力呼吸
努力呼吸（どりょくこきゅう、英: labored breathing or labored respiration）とは、呼吸補助筋の使用、吸気性喘鳴（stridor）、呻吟、鼻翼呼吸など、呼吸しようとする努力が増大している徴候を特徴とする異常な呼吸である。

## 定義
努力呼吸は、息苦しさの感覚ではなく、身体症状である点で、息切れ、ないしは呼吸困難とは区別される。
しかし、多くの場合、呼吸困難は単に呼吸が難しいことと定義され、それ以上の特定はなく、努力呼吸や頻呼吸などと混同される可能性がある。努力呼吸は呼吸困難の定義に含まれることもある。しかしながら、標準的な定義では、これらの関連する徴候は同時にあってよいが、必ずしも同時にあるとは限らない。
例えば、呼吸筋の不全による呼吸停止では、患者は意識があれば呼吸困難を自覚することがあるが、努力呼吸や頻呼吸があるとは限らない。逆に、呼吸困難がなくても、自発的に努力呼吸や頻呼吸をすることもある。

## 症状
努力呼吸の症状は以下の通り

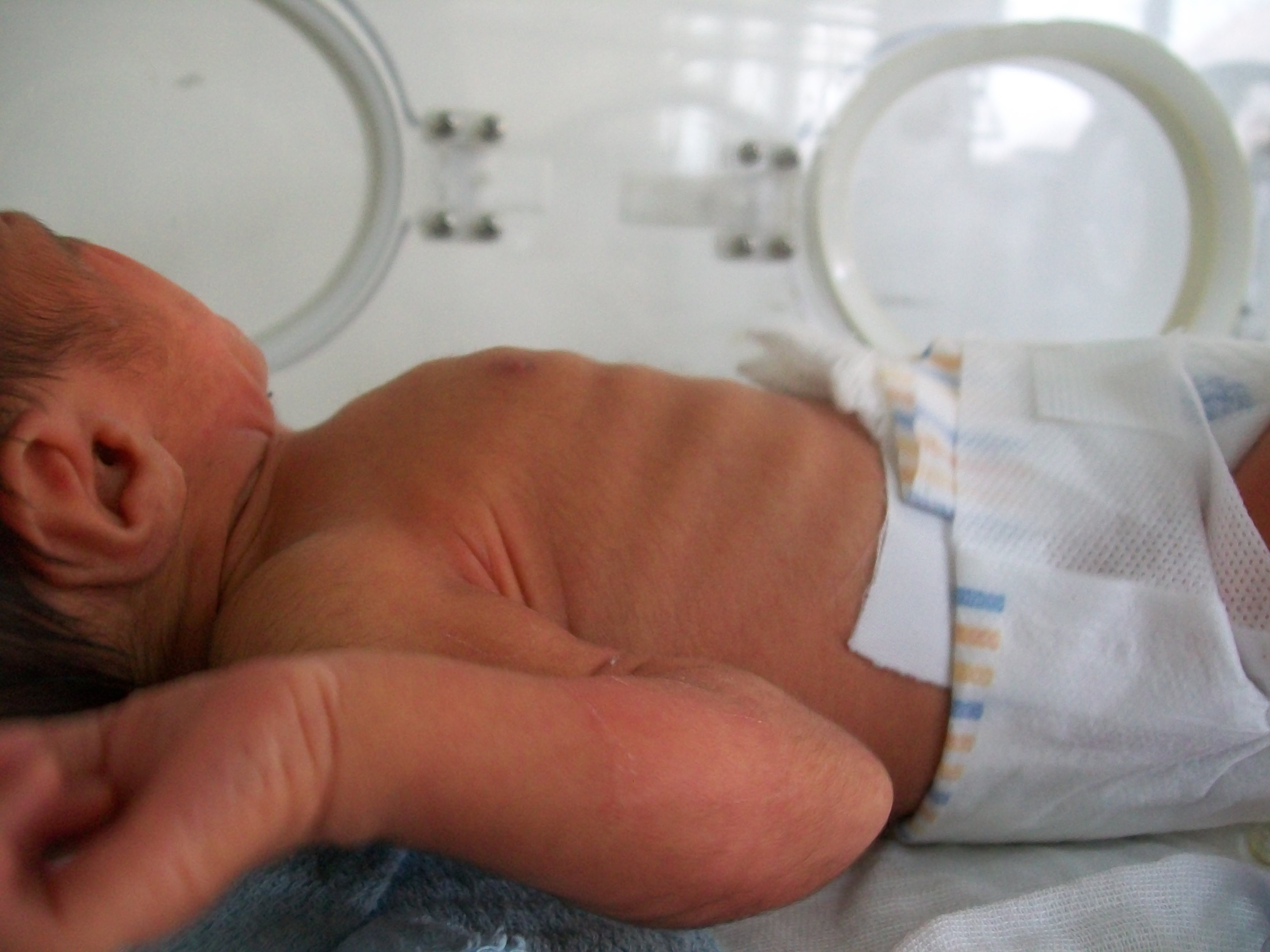
新生児の呼吸困難の一般的な徴候である陥没呼吸

- 過呼吸 - 速く かつ/または 深い 呼吸
- 頻呼吸（英語版） - 呼吸数の増加
- 陥没呼吸 – 肋骨周囲[5] と胸骨上切痕（英語版）[6]の皮膚の陥没を伴う呼吸。
- 鼻翼呼吸 - 息を吸うとき、鼻翼（小鼻）が開き、主に小児に見られる[7]。喘息では中発作から大発作への移行を示唆する[7]。
- 呼吸補助筋の使用

## 原因
努力呼吸の原因には以下が含まれる。
- 重度の代謝性アシドーシス、特に糖尿病性ケトアシドーシスや腎不全。クスマウル呼吸が特異的な呼吸様式である。
- 心疾患[8]
- 呼吸不全[8]